# David García Vázquez
David García Vázquez es un actor de doblaje español, conocido por sus participaciones en producciones de Disney en España.
Es principalmente conocido por ser la voz de Goofy en español, ya que lo ha doblado en todas sus apariciones (excepto en las películas A Goofy Movie, donde fue doblado por Pep Antón Muñoz, y ¿Quién engañó a Roger Rabbit?, doblado por un actor desconocido). También se le conoce por doblar a varios personajes recurrentes y minoritarios de Los Simpson, como por ejemplo, Troy McClure, el dependiente de cómics, Duffman, Snake, Kent Brockman, Dr. Hibbert, Lionel Hutz, etc. También le presta habitualmente su voz a los actores John Corbett, Mark Pellegrino, Brett Cullen y Max Martin.
Además presta su voz en la célebre saga de videojuegos Halo donde interpreta al personaje protagonista del Jefe Maestro (excepto en Halo: El Combate Ha Evolucionado, donde dicho papel ya había sido interpretado previamente por Carlos Salamanca), en el prestigioso MOBA League of Legends al personaje de Yasuo, y también participa en la primera entrega de la saga Imperivm, Imperivm: La Guerra de las Galias. También prestó voz a Kronk en la película El emperador y sus locuras, además de en su secuela y serie de televisión.

## Telefilmes
En el telefilme alemán Online: Mi hija en peligro, la voz de Torben Marquas en la versión española es la de David García.